# Samsung Galaxy F22
El Samsung Galaxy F22 es un teléfono inteligente fabricado por Samsung para India. Pertenece a la gama Samsung Galaxy F.

## Características

### Hardware
Comparte la mayoría de sus especificaciones con el Samsung Galaxy A22, siendo un cambio de marca de este último, el Galaxy F22 es un teléfono inteligente con factor de forma tipo slate, cuyas dimensiones son 160 × 74 × 9,4 mm y pesa 203 gramos.
El dispositivo está equipado con conectividad GSM, HSPA, LTE, Wi-Fi 802.11 a/b/g/n/ac de doble banda con Wi-Fi Direct y soporte para hotspot, Bluetooth 5.0 con A2DP y LE, GPS con A-GPS, BeiDou, GALILEO y GLONASS y NFC. Tiene soporte para Dolby Atmos. Cuenta con un puerto USB-C 2.0 y una entrada jack de audio de 3,5 mm.
Cuenta con una pantalla táctil capacitiva Super AMOLED Infinity-U de 6,4 pulgadas en diagonal, esquinas redondeadas y resolución HD+ de 720 × 1600 píxeles, con una frecuencia de actualización máxima de 90 Hz.
Tiene una batería li-po de 6000 mAh no extraíble por el usuario. Admite carga rápida a 15 vatios.
Su chipset es un MediaTek Helio G80 con CPU octa core (2 núcleos a 2 GHz + 6 núcleos a 1,8 GHz). La memoria interna, del tipo eMMC 5.1, es de 64/128 GB no ampliable mientras que la RAM es de 4 o 6 GB (según la versión elegida).
La cámara trasera tiene un sensor principal de 48 megapíxeles, con apertura f/2.0, un sensor ultra gran angular de 8 MP, un sensor de profundidad de 2 MP y un sensor macro de 2 MP, está equipada con autofoco PDAF, estabilización OIS, modo HDR y Flash LED, capaz de grabar Full HD a 30 fotogramas por segundo, mientras que hay una única cámara frontal de 13 megapíxeles, con soporte HDR y máxima grabación de vídeo Full HD a 30 fps.

### Software
El sistema operativo es Android 11, acompañado de la interfaz de usuario One UI Core 3.1. Es compatible con Samsung Pay Mini.

## Marketing
El dispositivo fue presentado el 6 de julio de 2021. Salió a la venta el 13 de julio.